# Курчавка узколистная
Курчавка узколистная (лат. Atraphaxis angustifolia) — многолетние ветвистые кустарники рода Курчавка.

## Биологическое описание
Низкий, растопырено ветвистый кустарничек, 10—20 см высотой, с угловато извилистыми, очень коротко шероховато-опушенными веточками, заканчивающимися цветами или листьями.
Раструбы белоперепончатые, до 5 мм длиной, с 2 ланцетными зубцами, переходящими в нитевидные окончания. Листья почти сидячие, ланцетно-линейные или линейные, острые, суженные к основанию, по краям завернутые вниз и здесь коротко реснитчатые.
Цветки на коротких цветоножках, с сочленением ниже середины, выходят по 2—3 из белых пленчатых раструбов, образуя колосовидные кисти с извилистой осью. Околоцветник розово-пурпурный, внутренние доли его при плодах сердцевидно-округлые или сердцевидно яйцевидно-округлые, мало или горизонтально отогнутые.
Орешек около 3 мм длиной, трёхгранный, заостренный, чёрный, блестящий.

## Распространение
Кавказ (Южно Закавказский), Турция.